# Eta1 Doradus
Eta1 Doradus (38 Doradus) é uma estrela na direção da constelação de Dorado. Possui uma ascensão reta de 06h 06m 09.36s e uma declinação de −66° 02′ 22.9″. Sua magnitude aparente é igual a 5.72. Considerando sua distância de 332 anos-luz em relação à Terra, sua magnitude absoluta é igual a 0.68. Pertence à classe espectral A0V.